# Pterocheilus numida
Pterocheilus numida är en stekelart som beskrevs av Amédée Louis Michel Lepeletier 1841. Pterocheilus numida ingår i släktet palpgetingar, och familjen Eumenidae. Inga underarter finns listade i Catalogue of Life.